# Марс 96
Марс 96 (у појединој литератури названа и Марс-8) је била је неуспешна свемирска сонда лансирана ка Марсу 1996. године од стране руских свемирских снага, и није директно повезана са програмом Марс бившег Совјетског савеза. Мисија се завршила неуспехом још на самом старту, јер није дошло до другог паљења четвртог степена ракете-носача Протон-К. Сонда је услед тога поново ушла у Земљину атмосферу и распала се на појасу дугом преко 300 км изнад Тихог океана, Чилеа и Боливије. Сонда Марс 96 била је базирана на сондама Фобос 1 и 2 које су 1988. године лансиране ка Марсу, и такође доживеле неуспех. Конструктори су сматрали да су решили проблеме који су условили неуспех мисија Фобос, међутим, пошто је сонда уништена на самом лансирању, те измене нису могле да се докажу у пракси.
Поред тога, ова мисија била је веома амбициозна, и била је најмасивнија свемирска сонда лансирана до тада. У склопу мисије били су орбитер, две површинске станице и два пенетратора. На сонду су уграђени и инструменти из више држава – Француске, Немачке и других европских земаља, као и из САД. Слични инструменти касније су лансирани на сонди Марс експрес. Вођа пројекта био је научник Александар Закаров.